# Carlos Ospina Ovalle
Carlos Alberto Ospina Ovalle (Manizales, 25 de febrero de 1947) es un militar colombiano en retiro, con rango de General de la República de Colombia, quien se desempeñó como comandante general de las Fuerzas Militares de Colombia entre 2004 y 2007.

## Biografía
Nació en Manizales (Caldas), el 25 de febrero de 1947. Tras graduarse como Bachiller Académico del Liceo de Cervantes de Bogotá, ingresó a los 17 años de edad a la Escuela Militar de Cadetes "General José María Córdova", donde se hizo oficial del arma de infantería.
Graduado en Ciencias Militares y Magíster en Defensa y Seguridad de la Escuela Superior de Guerra de Colombia. Posteriormente, adelantó estudios en la Escuela Nacional de Guerra de Washington D. C., y en esa misma ciudad obtuvo una especialización en estrategia, conferida por la National Defense University. Su formación académica se centró en los derechos humanos con estudios cursados en el Instituto Internacional de Derecho Internacional Humanitario de San Remo, Italia.
Dentro de los cargos ocupados por el General Ospina figuran, entre otros, en el grado de mayor el de comandante de la Agrupación de Fuerzas Especiales; en el grado de teniente coronel, comandante del Batallón de Infantería n.º 33 "Junín", comandante del Batallón de Policía Militar n.º 13 y comandante de la Escuela de Lanceros; en el grado de coronel, oficial de Operaciones de la Cuarta División del Ejército Nacional, Jefe del Estado Mayor de la Brigada Móvil n.º 2 y Director de la Escuela de Armas y Servicios. En el grado de Brigadier General, fue Comandante de la Brigada Móvil n.º 2, Comandante de la Cuarta Brigada y Comandante de la Cuarta División.
En el año 2001 se desempeñó como jefe de Operaciones del Ejército Nacional. Durante los primeros meses del 2002, se desempeñó como inspector general de las Fuerzas Militares donde pasó a ser comandante del Ejército de Colombia. En el año 2004 fue designado comandante general de las Fuerzas Militares.
Se ha desempeñado como profesor de historia militar en la Escuela Militar de Cadetes "General José María Córdova" de Colombia y en la Academia de Guerra del Ejército de Chile.
El 7 de febrero de 2007 fue objeto de un homenaje en Bogotá con ocasión de su retiro. Durante la ceremonia, presidida por el Almirante David René Moreno Moreno, Jefe del Estado Mayor Conjunto, fue desvelado un retrato al óleo del General Ospina, que desde entonces forma parte de la galería de imágenes de los 33 oficiales de más alta graduación en la institución castrense que han estado al frente del Comando General.
Se desempeñó desde del 2007 al 2014 como profesor en el Centro de Estudios de Defensa Hemisférica del National Defense University. Actualmente se desempeña como Professor of Practice en el College of International Security Affairs (CISA).

## Libros
El General Ospina en retiro, es autor de un número de obras:
- A la Cima Sobre Los Hombros del Diablo (2012, EAE Editorial Academia Española, ISBN 3846567590, ISBN 978-3846567593)
- Los años en que Colombia recuperó la esperanza. (2014, Editorial U. Pontificia Bolivariana, ISBN 9789587641318)
- Batallas no contadas - La derrota militar del M-19 (2014, Editorial Oveja Negra, ISBN 9789580612711)